# Eragrostis seminuda
Eragrostis seminuda är en gräsart som beskrevs av Carl Bernhard von Trinius. Eragrostis seminuda ingår i släktet kärleksgrässläktet, och familjen gräs. Inga underarter finns listade i Catalogue of Life.